# 雌雄異株

顕花植物の分類例。左から雌雄両全株(Hermaphrodite)、雌雄異花同株（monoecious）と雌雄異株（Dioecy）

雌雄異株（しゆういしゅ、英語: Dioecy、ギリシャ語: διοικία、形容詞：dioecious）は植物の性による種の分類で、雄の生殖器官と雌の生殖器官を別個体の植物で持っているものを言う。同一個体が持つ場合は、雌雄同株（monoecious）という。
雌雄異株の種において、雄の生殖器官を持つ植物個体を雄株、雌の生殖器官を持つ植物個体を雌株と呼ぶ。
動物で雌雄が別の種は、雌雄異体（英語では、Dioecyも使うが、それより同義語のgonochoryの方が使用される）という。
また、何かしらの条件で雄に雌の生殖器、または雌に雄の生殖器が出来る雌雄混株 (Subdioecious)というものもある。